# Lukas församling
Lukas församling var en svenskspråkig församling i norra Helsingfors i Finland och sorterade under Borgå stift i Evangelisk-lutherska kyrkan i Finland. Församlingens verksamhet började år 1961 och pågick till slutet av 2008, då församlingen slogs samman med Markus församling för att bilda Petrus församling. I juni 2008 var församlingens medlemsantal 4 346 personer.
Till präster som varit verksamma i Lukas församling kan räknas bland andra Stig-Olof Fernström, Bengt Lassus, Ulf Emeleus och Ronny Thylin.
Församlingen har använt som gudstjänstlokaler bland annat Södra Haga kyrka och Munkshöjdens kyrka.